# Montaña de Gáldar
Montaña de Gáldar är ett berg i Spanien.   Det ligger i provinsen Provincia de Las Palmas och regionen Kanarieöarna, i den sydvästra delen av landet, 1 700 km sydväst om huvudstaden Madrid. Toppen på Montaña de Gáldar är 414 meter över havet, eller 244 meter över den omgivande terrängen. Bredden vid basen är 1,7 km. Montaña de Gáldar ligger på ögruppen Kanarieöarna.
Terrängen runt Montaña de Gáldar är lite bergig. Havet är nära Montaña de Gáldar åt nordost. Närmaste större samhälle är Gáldar, 1,1 km sydväst om Montaña de Gáldar. 